# Rio Frio e Milhão
Rio Frio e Milhão (oficialmente: União das Freguesias de Rio Frio e Milhão) é uma freguesia portuguesa do município de Bragança, com 63,51 km² de área e 287 habitantes (censo de 2021). A sua densidade populacional é 4,5 hab./km².

## História
Foi constituída em 2013, no âmbito de uma reforma administrativa nacional, pela agregação das antigas freguesias de Rio Frio e Milhão e tem a sede em Rio Frio.

## Demografia
A população registada nos censos foi:
| Distribuição da População por Grupos Etários | Distribuição da População por Grupos Etários | Distribuição da População por Grupos Etários | Distribuição da População por Grupos Etários | Distribuição da População por Grupos Etários | Distribuição da População por Grupos Etários |
| -------------------------------------------- | -------------------------------------------- | -------------------------------------------- | -------------------------------------------- | -------------------------------------------- | -------------------------------------------- |
| Antes da agregação                           |                                              |                                              |                                              |                                              |                                              |
| Ano                                          | 0-14 anos                                    | 15-24 anos                                   | 25-64 anos                                   | >= 65 anos                                   | Total                                        |
| 2001                                         | 27                                           | 39                                           | 192                                          | 179                                          | 437                                          |
| 2011                                         | 23                                           | 24                                           | 148                                          | 169                                          | 364                                          |
| Após a agregação                             |                                              |                                              |                                              |                                              |                                              |
| Ano                                          | 0-14 anos                                    | 15-24 anos                                   | 25-64 anos                                   | >= 65 anos                                   | Total                                        |
| 2021                                         | 18                                           | 14                                           | 105                                          | 150                                          | 287                                          |